# Birlenbach
Birlenbach település Németországban, Rajna-vidék-Pfalz tartományban. Lakosainak száma 1574 fő (2023. december 31.).

## Népesség
A település népességének változása:
| Lakosok száma | 1257 | 1564 | 1570 | 1555 | 1572 | 1574 |
|               | 1975 | 2017 | 2019 | 2021 | 2022 | 2023 |